# Damtsak
Damtsak (ou Ldamtsai, Ldamsay) est un village du Cameroun situé dans le département de la Mayo-Tsanaga et la Région de l'Extrême-Nord, à proximité de la frontière avec le Nigeria. Il fait partie de la commune de Mokolo et du canton de Matakam. 

## Démographie
Lors du recensement de 2005 (3e RGPH), Damtsak compte 1 349 habitants dont 624 hommes et 725 femmes.